# Kensington Gardens
Pour les articles homonymes, voir Kensington.
Les Kensington Gardens, autrefois les jardins privés du palais de Kensington, sont l'un des parcs royaux de Londres et se trouvent immédiatement à l'ouest de Hyde Park. La majorité du parc se trouve dans la Cité de Westminster mais une petite partie est située dans le borough royal de Kensington et Chelsea. Le parc couvre une superficie de 1,1 km2.
Les Kensington Gardens sont conçus par Henry Wise et Charles Bridgeman avec des traits alors à la mode comme le Round Pond (littéralement étang rond), des avenues classiques et un jardin hollandais. Après l'ouverture du parc au public, le roi demanda à son Premier ministre le coût éventuel pour les clôturer à l'usage privé de la famille royale : sa réponse fut « la Couronne ». En ce temps, les terrains environnants étaient surtout ruraux et restaient largement inexploités jusqu'à l'exposition universelle de 1851. La plupart des traits originaux ont survécu avec le palais et il y a maintenant d'autres bâtiments publics comme l'Albert Memorial, la statue de Peter Pan, la galerie d'art Serpentine Gallery et le monument dédié à John Hanning Speke.
Les jardins sont généralement vus comme une part de Hyde Park d'où ils ont été pris. Les Kensington Gardens sont clôturés. Avec Green Park et St James's Park, ils forment un « poumon vert » continu au cœur de Londres entre Kensington et Westminster.
Ce parc sert de cadre au livre de J. M. Barrie, Peter Pan in Kensington Gardens, un prélude des aventures du célèbre personnage de Neverland.

## Histoire
Kensington Gardens, à l'origine, est un lieu de loisirs pour les rois britanniques. Les jardins font partie de Hyde Park, immense terrain de chasse du roi Henri VIII.
En 1689, les nouveaux roi et reine, Guillaume III et Marie II, ont pris les premières dispositions pour créer un parc distinct. Ces jardins sont le cadre du palais de Kensington, résidence privée royale des deux souverains. William III a acheté cette partie d'Hyde Park car, souffrant d'asthme, il y trouvait à la fois un lieu calme et un air sain. Aussi, il appela l'architecte Christopher Wren qui lui a construit une résidence en briques rouges, le palais de Kensington. La reine Marie créa, au palais, un jardin composé de massifs de fleurs et de haies. Le style est hollandais afin que Guillaume III, originaire de Hollande, se sente chez lui.
Mais ce sont trois reines qui ont façonné les jardins que l'on connaît aujourd'hui.
- Les jardins se sont agrandis, en 1702, quand la sœur de Marie II, Anne, accéda au trône. Elle s'empara de 16 hectares du domaine de Hyde Park et demanda aux jardiniers-paysagistes, Henry Wise and George Loudon, de créer un jardin à l'anglaise. Anne y ajouta également une Orangerie à côté du palais.
- Les plus importants changements ont eu lieu en 1728 quand la reine Caroline, épouse du roi George II, commença à transformer Kensington Gardens en un parc (le parc qu'on connaît aujourd'hui). Elle s'empara à nouveau de 121 hectares appartenant au parc de Hyde Park et eut recours à Charles Bridgeman pour le redessiner. Le nouveau visage de ce jardin est le Round Pond (littéralement : « Étang rond »), un large bassin artificiel plus octogonal que rond. De ce bassin, des travées d'arbres partent en étoile comme les rayons d'une roue de bicyclette. Chaque travée offre une vue différente du Palais de Kensington. A l'horizon, on peut apercevoir le temple de la Reine, pavillon d'été construit pour la Reine.

Bridgeman et la reine Caroline ont également endigué la rivière Westbourne pour créer un lac artificiel appelé Long Water qui constitue la frontière entre les parcs de Kensington et de Hyde Park. Les jardins étaient ouverts au public le samedi, uniquement aux personnes « habillées convenablement ». L'allée principale, Broad Walk, est devenu un endroit prisé de promenades pendant le règne du roi Charles II.
- Toutefois, en 1837, Kensington Gardens a perdu de son attrait quand la reine Victoria déplaça la Cour au palais de Buckingham. Néanmoins, le prince Albert, son époux, demanda à James Pennethorne en 1860 de créer les jardins d'eau italiens. En outre, Victoria y fit construire, à la mort de son bien-aimé, un monument commémoratif, l'Albert Memorial. En 1909, un nouveau jardin « encaissé », Sunken Garden, fut créé juste à côté de Kensington Palace.

## Statues et monuments
Ce parc est un jardin commémoratif. En effet, nombre de monuments à la mémoire de personnages célèbres de l'empire britannique parsèment le parc.

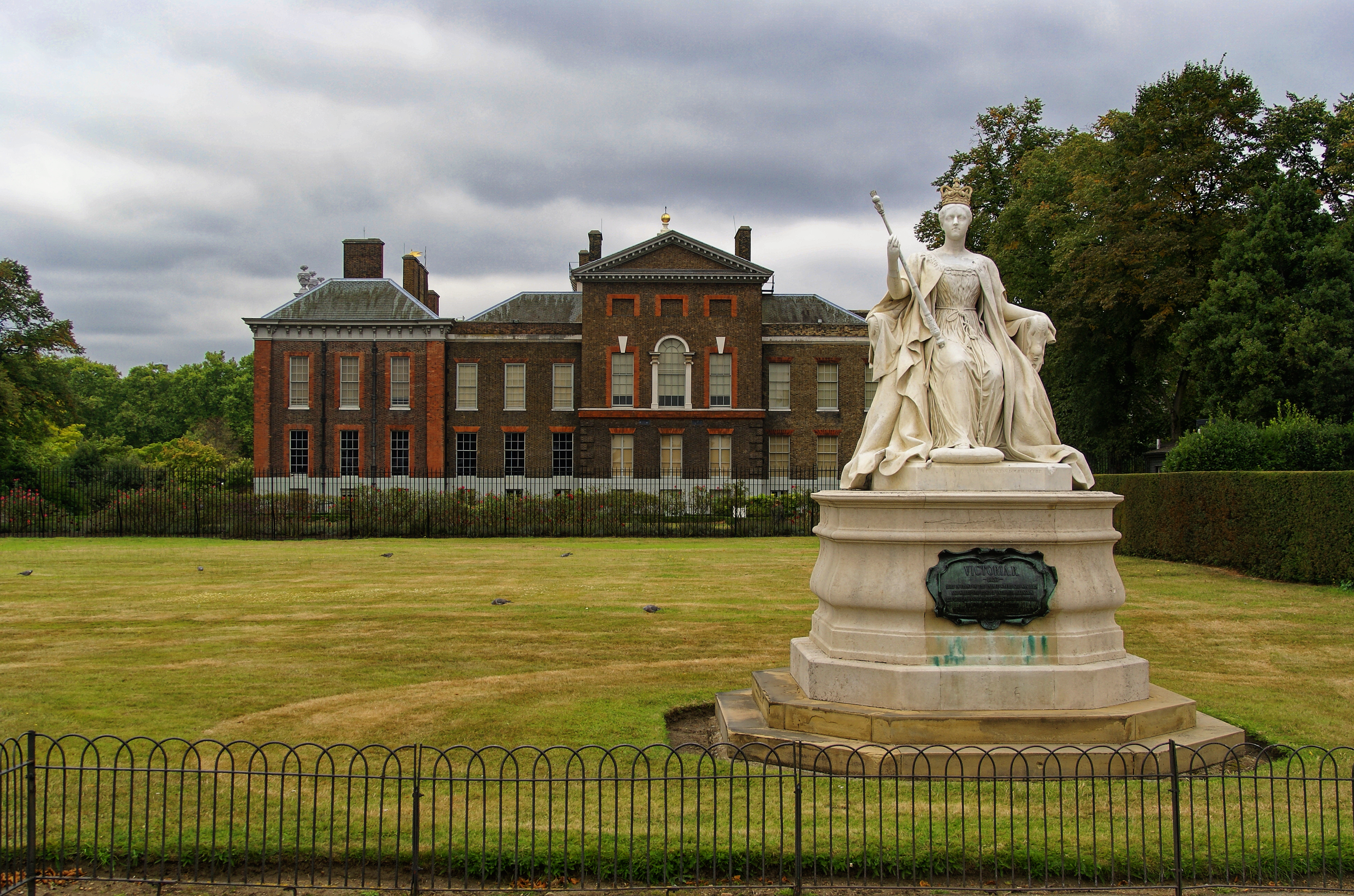
Le palais de Kensington et la statue de la reine Victoria.
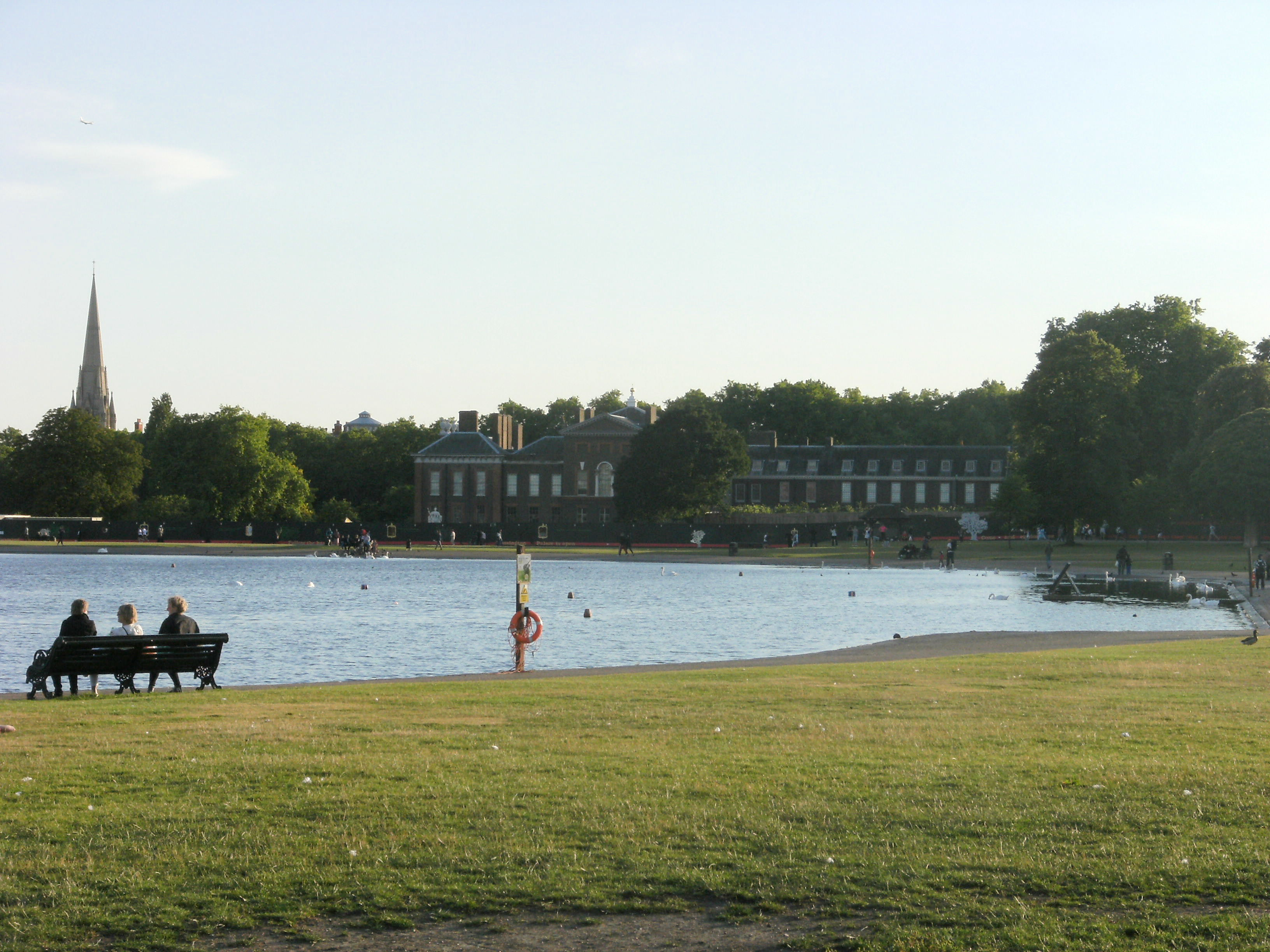
Vue sur le Round Pond.
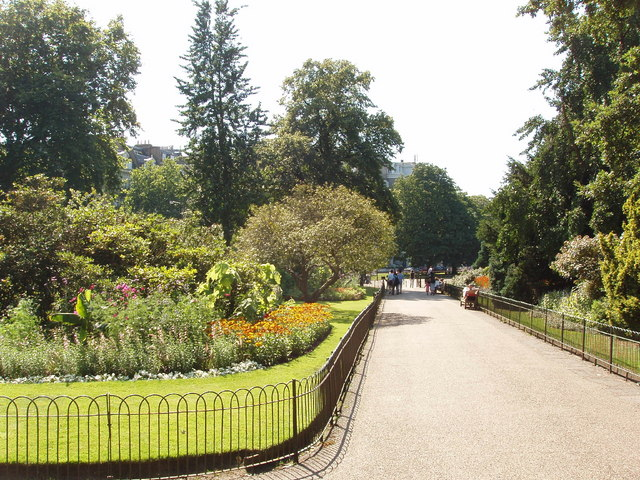
Flower Walk.
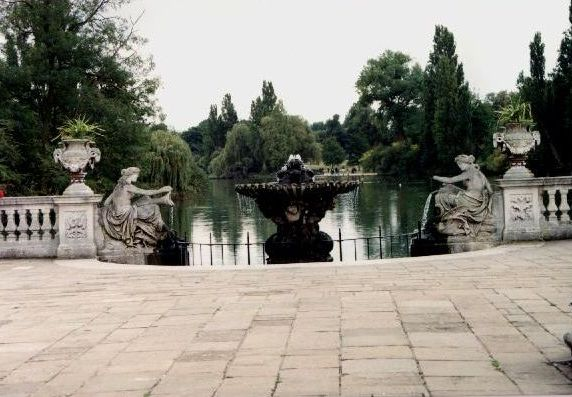
Jardins d'eau à l'italienne, Kensington Gardens.

### Lemémorial du prince Albert
Le mémorial du prince Albert est le monument le plus imposant du parc de Kensington.
Après la mort à 42 ans du prince Albert, époux de la reine Victoria, on décida de lui construire un monument commémoratif. Influencé par les douze croix de pierre (dont la plus célèbre, la Charing Cross) édifiées par le roi Édouard Ier à la mémoire de son épouse Aliénor et par d'autres statues à Édimbourg ou Manchester.

Officiellement appelé Prince Consort National Memorial, ce monument met en exergue les réussites de l'empire victorien ainsi que les loisirs et passions du prince Albert. Des statues de marbre représentant l'Europe, l'Asie, l'Afrique et l'Amérique sont disposés à chacun des angles du monument tandis que, plus haut, d'autres statues incarnent l'industrie, le commerce, l'agriculture et l'ingénierie. Encore plus haut, près du sommet, des statues en bronze dorée représentent des anges et les vertus. À la base du monument, tout autour, des frises dépeignent des peintres, poètes, sculpteurs, musiciens et architectes célèbres, reflétant le goût du prince Albert pour l'art.

### LaSerpentine Gallery

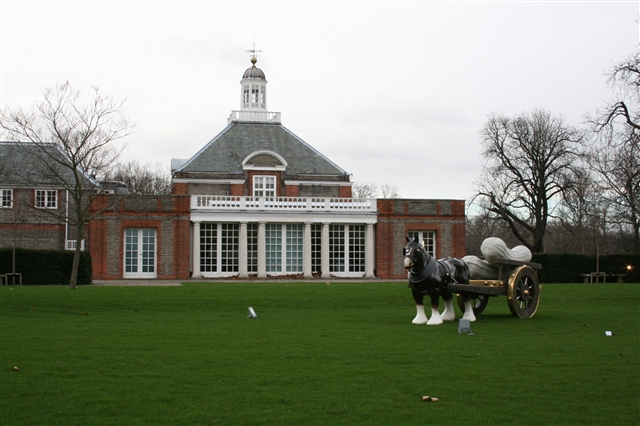
Serpentine Gallery, Kensington Gardens.

La Serpentine Gallery est, depuis 1970, un musée d'art contemporain à l'intérieur de Kensington Gardens. Chaque été, le musée demande à l'un des plus éminents architectes de construire un pavillon provisoire ; on a notamment pu y voir les œuvres architecturales de Zaha Hadid en 2000, Daniel Libeskind en 2001, Toyō Itō en 2002, Oscar Niemeyer en 2003,  Alvaro Siza en 2005 et Eduardo Souto de Moura, Rem Koolhaas Cecil Balmond et Ove Arup en 2006, Olafur Eliasson, Cecil Balmond et Kjetil Thorsen en 2007, Frank Gehry en 2007, SANAA en 2009, Jean Nouvel en 2010, Peter Zumthor en 2011, Ai Weiwei et Herzog & de Meuron en 2012, Sou Fujimoto en 2013.

### L'orangerie
Limitrophe du Palais de Kensington, l'Orangery fut construite par la Reine Anne en 1704. Bâtiment en briques, l'intérieur (qui accueille aujourd'hui un point restauration) est garni de colonnes corinthiennes soutenant un magnifique entablement.

### LeDiana Memorial Playground
Un énorme bateau pirate est le joyau du mini "Parc de loisirs" pour enfants, ouvert en 2000 à la mémoire de la Princesse Diana qui appréciait l'innocence des enfants. Le Diana Memorial Playground est situé juste à côté du Palais de Kensington. Ce pays merveilleux est inspiré de Peter Pan.

### LeQueen Caroline's Temple
On doit à la Reine Caroline et à son jardinier les Kensington Gardens tels qu'ils sont connus aujourd'hui. Outre le Round Pound, la Long Water, elle y a fait ajouter également deux résidences d'été dont une existe encore aujourd'hui sous le nom Queen Caroline's Temple.

## Statues et autres monuments
| Monument                         | Photo                       | Auteur Année de construction          | Description |
| Statue de la Reine Victoria      | Statue de la Reine Victoria | Louise Caroline Alberta 1888          | Statue de la reine Victoria sculptée par sa fille, la princesse Louise, afin de célébrer les cinquante ans de règne de sa mère. |
| Statue de Peter Pan              | Statue de Peter Pan         | George Frampton 1912                  | Cette sculpture en bronze représente Peter Pan, le héros du roman de Sir J. M. Barrie, alors la seule statue au monde représentant un personnage d'un auteur vivant. Peter Pan y est représenté debout sur un piédestal sur lequel grimpent des écureuils, des lapins et des souris. |
| Monument de Speke                | Monument de Speke           | Philip Hardwick 1866                  | Obélisque en granit, dédié à John Hanning Speke, explorateur qui a découvert les sources du Nil. |
| Statue de Jenner                 | Statue de Jenner            |                                       | Statue d'Edward Jenner, il a mis au point le premier vaccin, contre la variole. |
| Statue appelée "Physical Energy" | Jenner statue               | George Frederic Watts                 | Statue équestre représentant un homme nu à dos de cheval qui se protège les yeux du soleil afin de scruter l'horizon. Pour Watts, sa sculpture illustre parfaitement le désir brut de puissance.                                                                                     |
| Queen Anne’s Alcove              | Queen Anne’s Alcove         | Christopher Wren ou William Kent 1705 | |
| Fontaine des deux ours           |                             | 1939                                  | |

## Autres jardins

### Jardins à l'italienne
Les Jardins à l'italienne, ou Italian Gardens, sont situés vers Malgourough Gate, dans le prolongement des bassins de la Serpentine. Ils ont été aménagés vers 1860 comme cadeau du Prince Albert à la Reine Victoria.

### Jardin hollandais

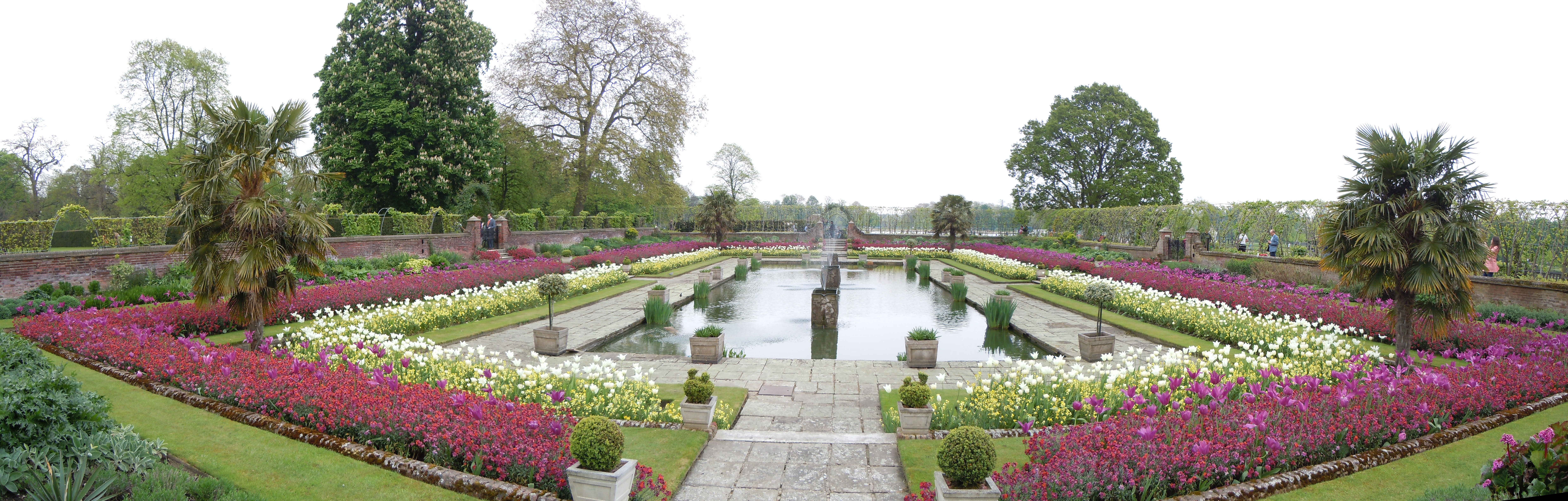
Bassin du jardin hollandais.

Le jardin hollandais, ou Dutch Garden, appelé aussi Sunken Garden (jardin en contrebas), est situé à l'est du palais de Kensington. Ce jardin comporte un bassin entouré de parterres abondamment fleuris de tulipes. 

## Source
- Cet article est partiellement ou en totalité issu d'une traduction du site officiel en anglais sur le Parc Royal Kensington Gardens